# Prosoplus parasilis
Prosoplus parasilis là một loài bọ cánh cứng trong họ Cerambycidae.